# Охлебининский археологический комплекс
Охлебининский археологический комплекс — группа археологических памятников кара-абызской культуры, расположенных в Иглинском районе Башкортостана, датируется IV в. до н. э. — III в. н. э.

## Общие сведения
Охлебининский археологический комплекс расположен на высокой обрывистой террасе правого берега реки Белой на востоке от села Охлебинино у устья реки Сим и состоит из двух городищ (Охлебининское городище II и Охлебининское городище III) и могильника (Охлебининский могильник).

### Охлебининское городище II (Ак-таш)
Городище датирующееся IV веком до н. э. — III веком н. э. известно с конца XIX века. Находится в 5-ти километрах к северо-востоку от села Охлебинино. С первой половины XX века был произведён ряд раскопок, первыми его исследовали В. В. Гольмстен и Д.Н. фон Эдинг, в 30-е годы М. И. Касьянов, в период с 60-х по 80-е годы А. Х. Пшеничнюк. Городище защищено валом высотой 2,5 м и длиной 850 м и рвом. На территории городище обнаружено строения, предположительно жилища, прямоугольной формы в центре которого находился очаг. Культурный слой серого цвета от большой примеси золы. Имеет толщину от 40 см до 1 м и обильно насыщен битыми костями животных и обломками глиняных сосудов. Подавляющее большинство предметов относится к кара-абызской культуре, встречаются так же предметы сарматоидной, ананьинской и убаларской культур. Найдены различные инструменты и предметы быта — костные тупики, пряслица, бронзовые наконечники стрел, железные ножи. В 1965 году на глубине 25 см обнаружен клад золотых, бронзовых и стеклянных изделий.

### Охлебининское городище III
Датируется IV-II вв. до н. э. Находится в 2,5 км от села Охлебинино на правом берегу реки Белой. Открыто А. Х. Пшеничнюком в 1983 году и исследовано в 1989 году И. М. Акбулатовым. Городище укреплено валом и рвом глубиной 4-5 метров и длиной 80 м. В результате произведённых раскопок обнаружены обломки сосудов орнаментированных линиями и насечками.

### Охлебининский могильник
Датируется IV в. до н. э. — III в. н. э. Находится в 4,5 км к северо-востоку от села, в устье р. Сим. Могильник занимает частично западную окраину городища Ак-Таш (Охлебининское II) и тянется на запад вдоль берега реки на 600 м. Погребения делятся на две группы — ранние IV-III вв. до н. э. и поздние — конец II в. до н. э. — II в. н. э. Почти во всех погребениях имелись вещи: в женских — украшения, в мужских — вооружение. В поздник погребениях прослеживаются остатки древесной коры — видимо умерших завертывали в лубок.